# Ubinas (distrito)
O Distrito de Ubinas é um dos 11 distritos da Província de General Sánchez Cerro, departamento Moquegua, Peru.

## Transporte
O distrito de Ubinas é servido pela seguinte rodovia:
- MO-103, que liga o distrito de San Cristobal  à cidade de Ichuña
- MO-104, que liga o distrito  de Lloque à cidade
- MO-105, que liga o distrito  de Yunga à cidade
- MO-101, que liga o distrito à cidade de Matalaque [1][2][3]